# Конрад VI фон Ербах-Ербах
Erbach-Scheibler169ps.jpg|thumb|90px Gerb
Конрад VI фон Ербах-Ербах (на немски: Konrad VI von Erbach-Erbach; * пр. 1381; † 31 януари 1427) е шенк на Ербах в Ербах.
Той е син на шенк Конрад V фон Ербах-Ербах († 1381) и втората му съпруга Маргарета фон Ербах († 1396), дъщеря на Конрад IV фон Ербах († 1363) и Анна фон Бруке († 1370). Внук е на шенк Конрад III фон Ербах-Ербах († 1363) и Ида фон Щайнах († 1365), дъщеря на Бопо фон Щайнах († 1325) и на Агнес († сл. 1316).
Майка му Маргарета фон Ербах се омъжва втори път между 1381 и 8 юли 1383 г. за Конрад VI фон Бикенбах бургграф на Милтенберг († 2 април 1429).

## Фамилия
Конрад VI фон Ербах-Ербах се жени за Маргарета Ландшад фон Щайнах († ок. 1416), дъщеря на рицар Хайнрих ген. Блигер (XII) Ландшад фон Щайнах († 1396) и Катарина фон Тан († 1383). Те имат един син:
- Конрад фон Ербах-Ербах (* пр. 1396; † 1407)